# Марті Вентольра
Марті Вентольра Форт (ісп. Martí Vantolrà i Fort, нар. 16 грудня 1906, Барселона — пом. 5 червня 1977, Мехіко) — іспанський футболіст, що грав на позиції нападника. Учасник чемпіонату світу 1934 року.

## Спортивна кар'єра
З 1924 року виступав за «Еспаньйол». Найбільш вдалим у цьому клубі став 1929 рік — перемоги у національному кубку і чемпіонаті Каталонії. У перших двох сезонах іспанської Прімери провів 30 матчів, забив 16 м'ячів.
У складі національної збірної дебютував 22 червня 1930 року проти команди Італії. У Болоньї гості здобули вольову перемогу. Двічі Луїс Регейро зрівнював рахунок, а за три хвилини до завершення матча Марті Вентольра забив вирішальний гол — 3:2. Протягом наступних чотирьох років періодично викликався до лав головної команди країни. Навесні 1934 року зіграв у двох кваліфікаційних матчах проти португальців і потрапив до заявки на світову першість в Італії.
Другий чемпіонат світу проходив за кубковою схемою. На першому етапі іспанці впевнено перемогли збірну Бразилії, а в чвертьфіналі поступилися господарям змагань (1:1, 0:1). Вентольра грав в останньому матчі. В наступні два роки був гравцем основного складу, всього провів 12 ігор (3 забиті м'ячі).
Наступні три сезони захищав кольори «Севільї», яка у той час грала у Сегунді (другому дивізіоні).
Своєю грою привернув увагу керівництва «Барселони», до складу якої приєднався у 1933 році. Команда досить вдало виступала в чемпіонаті Каталонії, а на загальноіспанському рівні — грала у фіналі кубка 1935/36 (поразка від «Мадрида» 1:2).
Наступний сезон мав стати для Барселони «золотим», команда була за складом найсильнішою в Іспанії, але тріумфу завадила громадянська війна. Клуби Каталонії і Леванте продовжували виступати, утворивши середземноморську лігу, перемогу в якій здобула «Барселона», отримавши титул неофіційного чемпіона Іспанії.
У червні, керівництво «Барселони» відправило клуб подалі з країни в тур по Мексиці, в якому «Барса» провела 14 матчів. Потім, «синьо-гранатові» виграли «New York Tournament» в США, в якому провели матчі проти збірної Брукліна, збірної Нью-Йорка, єврейської збірної, складеної з жителів США. А наостанок провела матч проти головної команди Сполучених Штатів. Гроші, зароблені в турне, допомогли команді втриматися «на плаву», але вони й зруйнували її: багато гравців клубу не побажали повертатися на батьківщину; Марті Вентольра, Хоакін Уркіага, Фернандо Гарсія, Мігель Гуал, Хосеп Іборра, Естеве Педроль залишились у Мексиці, Фелікс де лос Херос — у США, а Доменек Балманья, Хосеп Ескола і Рамон Сабало — обрали французькі клуби.
Три сезони виступав за команду «Реал Еспанья» (чемпіон 1940 року). Потім захищав кольори «Атланте». В аматорському чемпіонаті Мексики 1940/41 клуб здобув перемогу, а Марті Вентольра — найрезультативніший гравець турніру (17 голів). В наступному сезоні — перемоги у кубку і суперкубку країни.
Партнером Вентольри в лінії атаки був Орасіо Касарін — найрезультативніший мексиканський бомбардир 40-50-х років (238 голів у чемпіонаті). В 1943 році «Атланте» став одним з фундаторів мексиканської професіональної футбольної ліги, а через чотири роки — св'яткував у ній перемогу. Марті Вентольра продовжував грати за «Атланте» до 1950 року і завершив виступи у 44 роки.
Його син, Хосе Вантольра — учасник чемпіонату світу 1970 року. У збірній Мексики провів 30 ігор (1963–1970).

## Досягнення
- Володар кубка Іспанії (1): 1929
- Чемпіон Каталонії (3): 1929, 1935, 1936
- Переможець Середземноморської ліги (1): 1937
- Чемпіон Мексики (1): 1947
- Чемпіон Мексики серед аматорів (2): 1940, 1941
- Володар кубка Мексики (1): 1942
- Володар суперкубка Мексики (1): 1942

## Статистика
Статистика клубних виступів:
| Сезон            | Команда          | Чемпіонат | Чемпіонат | Чемпіонат | Кубок | Кубок | Чемпіонат Каталонії | Чемпіонат Каталонії |
| Сезон            | Команда          | Л         | І         | Г         | І     | Г     | І                   | Г                   |
| ---------------- | ---------------- | --------- | --------- | --------- | ----- | ----- | ------------------- | ------------------- |
| 1928/29          | «Еспаньйол»      | Д-1       | 15        | 4         |       |       |                     |                     |
| 1929/30          | «Еспаньйол»      | Д-1       | 15        | 12        |       |       |                     |                     |
| 1933/34          | «Барселона»      | Д-1       | 17        | 14        | 4     | 2     | 13                  | 5                   |
| 1934/35          | «Барселона»      | Д-1       | 20        | 11        | 5     | 1     | 9                   | 2                   |
| 1935/36          | «Барселона»      | Д-1       | 21        | 6         | 6     | 4     | 9                   | 6                   |
| 1936/37          | «Барселона»      | СЛ        | 11        | 3         | —     | —     | 9                   | 5                   |
| Усього в Іспанії | Усього в Іспанії | Д-1       | 88        | 47        |       |       |                     |                     |
| 1937/38          | «Реал Еспанья»   | Д-1       |           | 1+        |       |       | —                   | —                   |
| 1938/39          | «Реал Еспанья»   | Д-1       |           | 2+        |       |       | —                   | —                   |
| 1939/40          | «Реал Еспанья»   | Д-1       |           | 8         |       | 3     | —                   | —                   |
| 1940/41          | «Атланте»        | Д-1       |           | 17        |       | 1     | —                   | —                   |
| 1941/42          | «Атланте»        | Д-1       |           | 12        |       | 5     | —                   | —                   |
| 1942/43          | «Атланте»        | Д-1       |           | 6         |       | 7     | —                   | —                   |
| 1943/44          | «Атланте»        | Д-1       |           | 6         |       | 4     | —                   | —                   |
| 1944/45          | «Атланте»        | Д-1       |           | 8         |       | 2     | —                   | —                   |
| 1945/46          | «Атланте»        | Д-1       |           | 15        |       | 5     | —                   | —                   |
| 1946/47          | «Атланте»        | Д-1       |           | 13        |       | 0     | —                   | —                   |
| 1947/48          | «Атланте»        | Д-1       |           | 6         |       | 0     | —                   | —                   |
| 1948/49          | «Атланте»        | Д-1       |           | 6         |       | 4     | —                   | —                   |
| 1949/50          | «Атланте»        | Д-1       |           | 2         |       | 1     | —                   | —                   |
| Усього в Мексиці | Усього в Мексиці | Д-1       |           | 102       |       | 32    | —                   | —                   |

- RSSSF [Архівовано 5 серпня 2016 у Wayback Machine.]